# Chăn nuôi tuần lộc

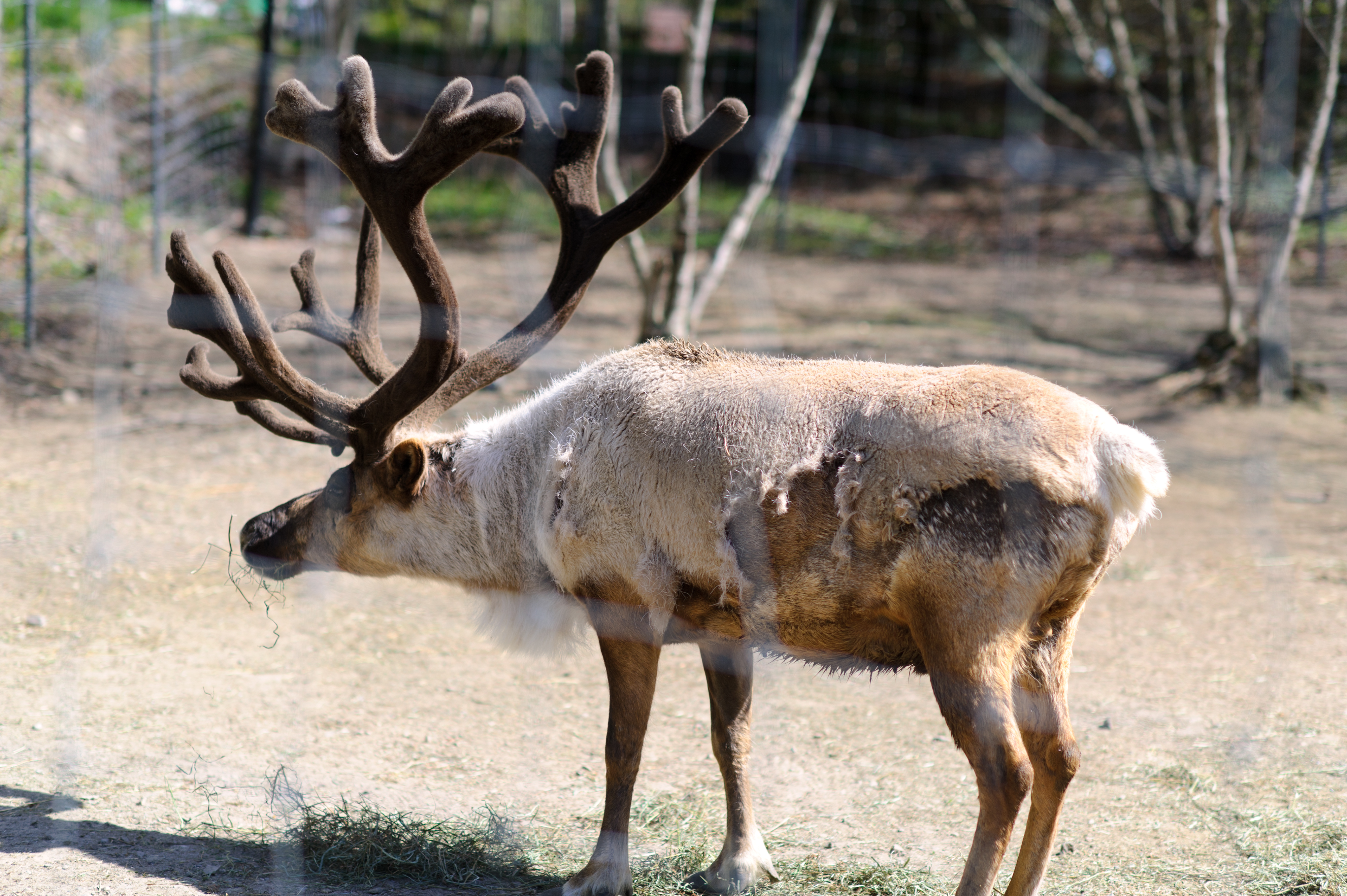
Một con tuần lộc nuôi đang thay lông

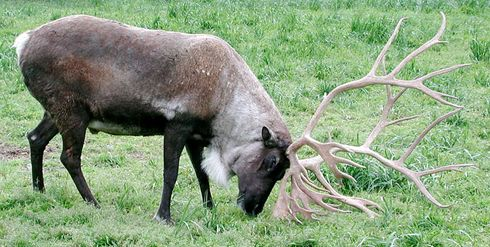
Một con tuần lộc nuôi giống đực ở Alaska

Chăn nuôi tuần lộc hay chăn thả tuần lộc (Reindeer herding) là các hoạt động chăn nuôi, chăn thả các loài tuần lộc đã thuần hóa để phục vụ cho con người. Chăn tuần lộc là hoạt động du mục người dân ở một khu vực hạn chế. Hiện nay, tuần lộc là động vật bán thuần hóa duy nhất thuộc về miền cực Bắc ở Trái Đất. Chăn nuôi tuần lộc hiện được duy trì ở chín quốc gia gồm Na Uy, Phần Lan, Thụy Điển, Nga, Greenland, Alaska (Hoa Kỳ), Mông Cổ, Trung Quốc và Canada, một đàn nhỏ cũng được duy trì ở Scotland. Nhiều bộ tộc, bộ lạc bản địa ở vùng cực Bắc được biết đến là có truyền thống chăn nuôi tuần lộc.
Chăn nuôi tuần lộc được thực hiện bởi các cá nhân trong một số loại hình hợp tác xã, dưới các hình thức như gia đình (chăn nuôi nông hộ), huyện, nông trại làng Sámi và Yakut và Sovkhozy (trang trại tập thể) với khoảng 100.000 người đang tham gia chăn tuần lộc ngày nay quanh miền cực Bắc. Chăn nuôi tuần lộc có vai trò rất quan trọng trong cuộc sống và sinh kế của các cư dân bản địa ở miền Cực Bắc vốn quanh năm giá lạnh, vì chúng cung cấp thịt như là nguồn thức phẩm quan trọng, sữa, sức kéo, chuyên chở, da, lông, phân cho người bản địa để chống chọi trước cái lạnh.

## Tình hình chung

### Tổng đàn

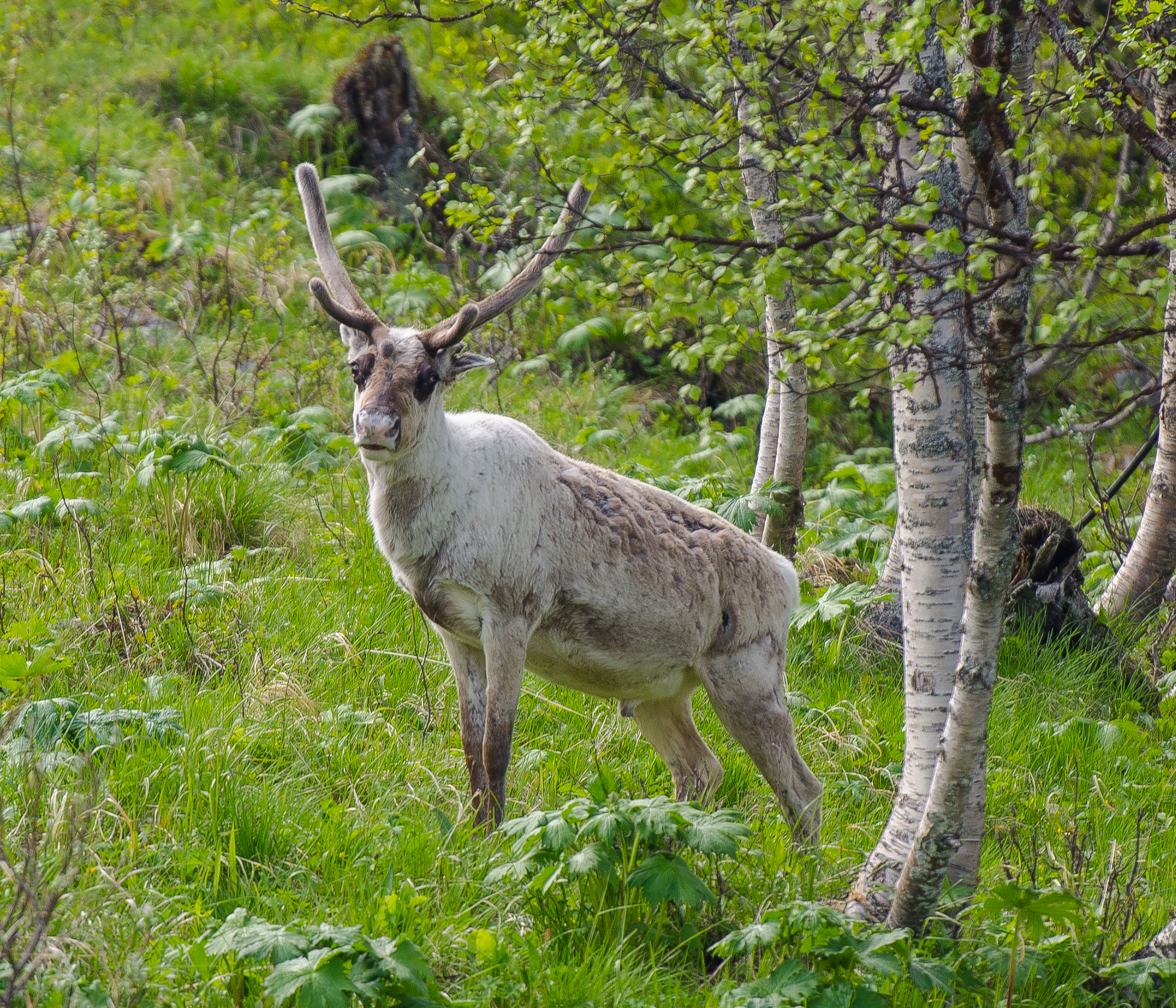
Một con tuần lộc nuôi ở Thụy Điển

Nhiều loài tuần lộc đã bị con người thuần hoá và nuôi theo bầy đàn, nhiều cộng đồng cư dân ở bắc Nga, bắc bán đảo Scandinavia và Iceland nuôi tuần lộc theo đàn, chúng cung cấp thịt, lông và là phương tiện vận chuyển hữu hiệu cho họ, chúng còn thường được thuần hóa để kéo xe cho con người. Trên toàn thế giới có khoảng 2,5 triệu con tuần lộc được thuần hóa và bán thuần hóa hỗ trợ sinh kế cho khoảng 100.000 người. Chăn nuôi tuần lộc là một nghề truyền thống ở một số vùng phía bắc gồm khu tự trị Yamal-Nenets. Khu tự trị Yamal là nơi có số tuần lộc nhiều nhất với 760.000 con hiện đang phải đối mặt với tình trạng chăn thả quá mức gây ra nhiều vấn đề. Từng ghi nhận một đàn tuần lộc của một trang trại với tổng cộng khoảng 3.000 đã gây ra tình trạng tắc nghẽn bất thường trên một con đường ở Siberia khi những người lái xe phải mất 20 phút chờ 3.000 con vật đi qua.
Ở Phần Lan, tuần lộc là vật nuôi phổ biến, chúng được nuôi để lấy thịt, lấy lông và sữa, chăn nuôi tuần lộc đã trở thành một nghề truyền thống có từ lâu đời ở Phần Lan. Tuần lộc thường được dùng làm sức kéo thay công việc của trâu, bò bởi chúng khỏe mạnh, nhanh nhẹn và dai sức. Ngoài việc sử dụng tuần lộc làm sức kéo, người dân còn bán hàng thủ công làm từ sừng tuần lộc. Những con tuần lộc giỏi thích nghi với khí hậu khắc nghiệt ở Phần Lan, kích thước của trọng lượng của tuần lộc phụ thuộc vào giới tính và tuổi tác, những con đực trưởng thành đạt chiều cao khoảng 1 m và nặng trung bình 170 kg, con cái có chiều cao tương tự song trọng lượng chỉ vào khoảng 90 kg. Những trang trại chăn nuôi tuần lộc ở tỉnh Lapland, Phần Lan mang về nguồn thu nhập lớn cho người dân nơi đây, những trang trại chăn nuôi chủ yếu nuôi và thuần hóa tuần lộc để bán cho người mua lấy sức kéo. Lapland là một khu vực hoang vắng rộng lớn, nơi người nông dân chăn nuôi tới 200.000 con tuần lộc.
Ở bắc Lapland, tuần lộc chăn nuôi vẫn là một nguồn thu nhập lớn cho nhiều gia đình. Có khoảng 200.000 con tuần lộc được chăn nuôi ở Phần Lan thì tỉnh Lapland sở hữu tới 6.500 con, chúng mang về khoản thu nhập chính cho những người dân ở tỉnh Lapland, Phần Lan. Ở Na Uy hiện có khoảng 200.000 con tuần lộc, hầu hết thuộc sở hữu của người Sami bản xứ, họ nuôi chúng để lấy thịt, da và gạc. Mỗi năm có hàng trăm trường hợp tuần lộc bị đâm chết trên đường ở Lapland, miền Bắc Phần Lan. Chính vì vậy, những người nông dân đã sơn phản quang vào sừng tuần lộc giúp vật nuôi tránh tai nạn, bị ô tô đâm. Hiệp hội Chăn nuôi tuần lộc Phần Lan đã sơn sừng của 20 con tuần lộc để xem loài động vật này phản ứng và loại sơn này có chống lại được khí hậu Bắc Cực khắc nghiệt, những con tuần lộc có sừng sơn phản quang sẽ được tự do đi lang thang ở Lapland.

### Chuyến di cư

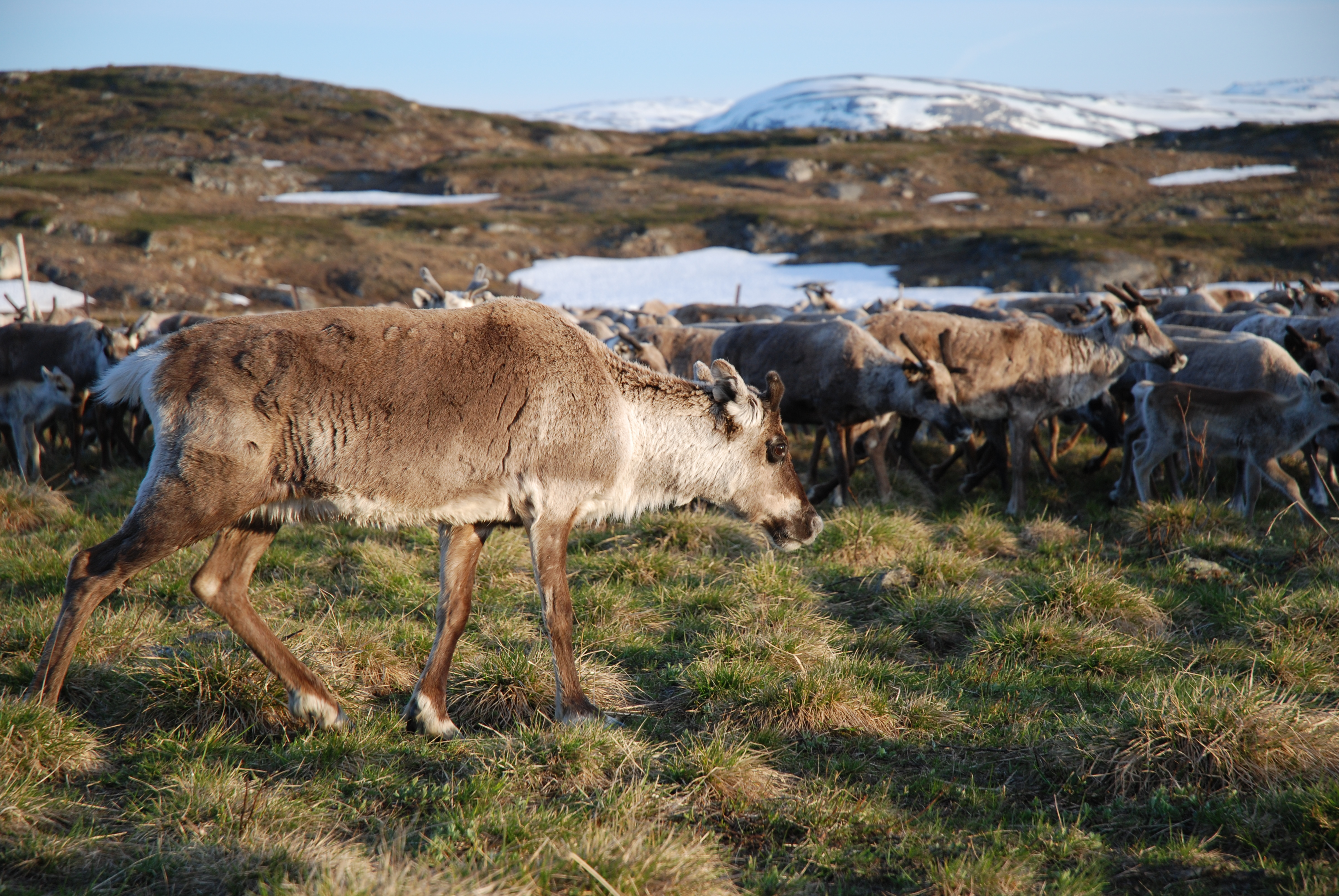
Tuần lộc nuôi theo đàn đang di chuyển ở Thụy Điển

Do ảnh hưởng lối sống du mục, các loài động vật đòi hỏi phải di cư thường xuyên đến các khu vực chăn thả mới, mỗi năm, người ta đưa đàn gia súc di chuyển từ nơi này sang nơi khác vài lần để tìm kiếm đồng cỏ mới, những đàn tuần lộc, việc thường xuyên di chuyển để tìm kiếm chỗ ở mới, do thời tiết hiện tại rất lạnh giá Băng đóng một vai trò cụ thể trong việc chăn nuôi tuần lộc, người Mông Cổ dùng băng vào mùa hè để làm giảm thân nhiệt và bảo vệ tuần lộc khỏi các loại côn trùng nhưng nay các mảng băng đã tan chảy hoàn toàn, kéo theo đó là chất lượng cỏ suy giảm khiến tuần lộc mắc bệnh và chết cho thấy biến đổi khí hậu đang tác động đến sức khỏe của đàn tuần lộc và sinh kế của người nông dân.
Di cư của tuần lộc ỡ Thụy Điển là một trong những cuộc di cư lớn nhất trên thế giới diễn ra mỗi năm, cách Anh khoảng 1 nghìn dặm về phía Bắc. Khi tuyết rơi, phủ kín mọi bề mặt, hồ đóng băng và nhiệt độ xuống dưới -25 độ C thì hơn 10 nghìn con tuần lộc sẽ bắt đầu chuyến di cư khắp phía Bắc Thụy Điển vào đàn tuần lộc và những người Sami từ chuyến du mục này. Ở Na Uy đã có 2.000 con con tuần lộc ở Na Uy đang trong chiến dịch được lắp gương phản chiếu trên gạc nhằm bảo vệ chúng bị ô tô chẹt phải, mỗi năm có khoảng 500 con bị ô tô chẹt chết, đây là lần đầu tiên loài tuần lộc được lắp gương, trong đêm tối những con được lắp gương trông rõ hơn hẳn những con khác.
Vốn là động vật hoang dã, dưới bàn tay thuần hóa, những con tuần lộc trở nên hiền lành, dễ bảo và luôn tỏ ra hữu ích trong đời sống hàng ngày của dân bản địa. Họ có thể cưỡi chúng, chăn nuôi lấy sữa uống hoặc chế biến thành pho mát, bộ lông tuần lộc cũng có thể sử dụng cho nhiều mục đích khác nhau. Loài tuần lộc thích nghi tốt với địa hình vùng núi lạnh giá và trên nền tuyết trắng xóa, mỗi năm chúng rụng sừng một lần và mọc lên một cái mới vào cuối mùa xuân đến đầu mùa hè, sừng của những con tuần lộc cái thường dài và có phần to hơn con đực, những con tuần lộc hay sục sạo trong tuyết tìm rêu tới chạng vạng Do khí hậu lạnh quanh năm, chỉ có đồng cỏ trải dài trên thảo nguyên bao la, tuần lộc không thể tự xử lý thân nhiệt được tốt, nên người nuôi phải đưa chúng xuống những đồng bằng thấp hơn để ăn cỏ vào mùa hè. 

### Nuôi bảo tồn
Ngày nay, có nhiều nơi nuôi tuần lộc để bảo tồn và du lịch. Ở Pháp cũng có mô hình nuôi tuần lộc, ngay từ sáng mờ sương, những chú tuần lộc đã được chăn thả trên núi, vùng cao với rừng thông và không khí lạnh chính là môi trường sinh sống phù hợp nhất với tuần lộc. Dù được nuôi ở nông trại nhưng những chú tuần lộc vẫn được tạo điều kiện để gần gũi với tự nhiên nhất. Tuy nhiên, chúng vẫn phải đối mặt với nguy cơ suy giảm số lượng do biến đổi khí hậu. Điều này đang làm dấy lên nỗi lo ngại với những người nuôi tuần lộc. Có mô hình trang trại nuôi tuần lộc tại Alaska, Mỹ nhằm bảo tồn và nhân giống loài động vật đáng yêu này.
Trang trại nuôi tuần lộc nằm ngay dưới chân một trong những dãy núi cao nhất ở Alaska với gần 100 con. Khí hậu lạnh và thiên nhiên hoang sơ nơi đây là điều kiện thuận lợi cho tuần lộc sinh trưởng và phát triển. Được nuôi dưỡng trong môi trường bán tự nhiên, những con tuần lộc có lông dày mượt, sừng khỏe và đặc biệt thân thiện với con người, trang trại này không chỉ được ngắm nhìn tuần lộc từ xa, mà còn có cơ hội vào tận chuồng trực tiếp cho tuần lộc ăn. Từ một vài cặp bố mẹ ban đầu được nhập từ Canada cách đây gần 30 năm, trang trại nuôi tuần lộc tại Alaska đã nhân giống thành công nhiều thế hệ tuần lộc. Chúng được nuôi không phải để giết thịt mà chủ yếu để phục vụ khách tham quan. Một số ít được bán cho các vườn thú, rạp xiếc và bán cho các gia đình làm thú nuôi.

## Một số cộng đồng

### Người Dukha
Người Dukha hay còn có tên gọi khác là người Tsaatan hay tộc Người tuần lộc là bộ lạc du mục chăn nuôi tuần lộc cuối cùng ở Mông Cổ, những người đã gắn bó cả đời với những con tuần lộc, thường sống du mục bên những con tuần lộc, bộ tộc nổi tiếng với nghề chăn nuôi tuần lộc và đi săn trong những cánh rừng tại dãy núi Sayan hiểm trở vùng biên giới Mông Cổ-Nga, vùng núi tuyết với địa hình khúc khuỷu có nhiều tuần lộc hơn ngựa. Người Dukha đã biết thuần hóa tuần lộc hoang dã làm thú nuôi. Lối sống du mục cùng những đàn tuần lộc đã trở thành một phần trong đời sống văn hóa của họ. Cuộc sống du mục luôn di chuyển và thời tiết lạnh giá khiến tộc người này khó có thể trồng trọt hay kiếm được nguồn thực phẩm nào khác nên hầu như mọi thứ đều trông chờ vào đàn tuần lộc, họ chăn nuôi chúng để lấy sữa, pho mát và thịt làm thực phẩm, dùng chúng làm phương tiện đi lại, di chuyển hoặc trao đổi lương thực với nhau. 

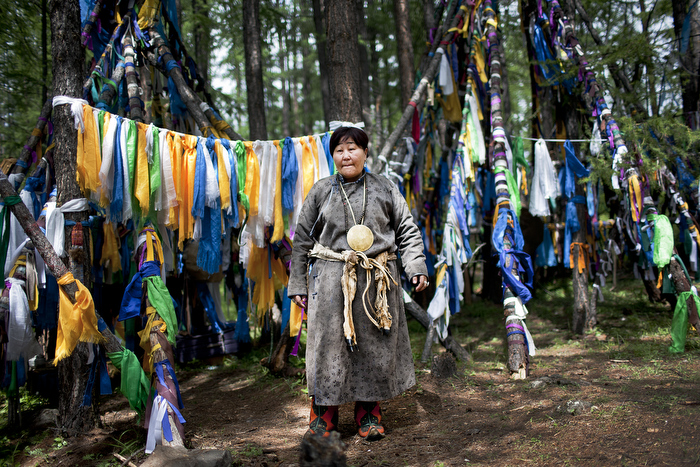
Người Dukha với các vật dụng từ tuần lộc

Bộ tộc Dukha thuần hóa những chú tuần lộc hoang dã, sau đó nuôi chúng để lấy thịt, sữa, pho mát, lông và dùng nó để cưỡi trong những chuyến đi săn, tuần lộc đóng vai trò quan trọng trong những chuyến đi săn hươu, săn lợn rừng Dukha/Tsaatan là bộ lạc chăn nuôi tuần lộc di cư cuối cùng ở Mông Cổ, bộ tộc này ước tính chỉ còn lại khoảng 200-400 người và số tuần lộc cũng đã giảm đi rất nhiều, họ là bộ tộc du mục sống với tuần lộc duy nhất trên thế giới. Do quá phụ thuộc vào động vật này, cuộc sống của người Dukha cũng đang bị đe dọa khi số lượng tuần lộc ngày một giảm đi, sự tồn tại của họ đang bị đe dọa bởi sự suy giảm của số tuần lộc thuần chủng. Vào thập niên 1970, họ có khoảng 2.000 con tuần lộc, nhưng hiện nay chỉ còn khoảng 600 con, hiện nay chỉ có khoảng 40 gia đình tiếp tục truyền thống này như một quần thể chăn tuần lộc thu nhỏ.
Những con tuần lộc và người Tsaatan luôn sống phụ thuộc vào nhau. Tuần lộc cung cấp cho họ sữa, pho mát, thịt, và phương tiện di chuyển. Họ cũng may quần áo của mình với bộ lông và da của tuần lộc, phân của tuần lộc làm nhiên liệu để đốt và gạc của chúng được sử dụng để làm công cụ, tấm da tuần lộc được sử dụng để làm áo khoác vào mùa đông, túi xách, thảm du lịch, và giày cũng được làm từ da tuần lộc. Vật liệu dùng cho giày thường được lấy từ da trên cẳng chân của tuần lộc, gạc tuần lộc là những nguyên liệu quý trong y học cổ truyền Trung Quốc và họ đã cung cấp nguồn nguyên liệu này cho Trung Quốc từ những năm 1975. Thức ăn chủ yếu của người Dukha là sữa, thịt tuần lộc và các món bánh từ bột mì, họ đãi khách bằng món sữa tuần lộc, một phần thiết yếu trong cuộc sống, thịt tuần lộc được phơi ngoài trời, cuộc sống du mục luôn di chuyển cùng khí hậu lạnh giá khiến họ khó có thể trồng trọt hay kiếm được nguồn thực phẩm khác
Công việc chính hằng ngày của người Dukha là chăn nuôi tuần lộc. Họ chăn nuôi tuần lộc và sống trong những chiếc lều dựng tạm trên tuyết, nguồn thực phẩm chính của người Dukha lại đến từ việc săn thú rừng và uống sữa tuần lộc. Một số người Tsaatan nuôi tuần lộc để lấy sữa, pho mát và làm phương tiện đi lại mà không lấy thịt của chúng, họ cũng dùng phân tuần lộc để nhóm lò Họ chăn nuôi tuần lộc, sống cuộc sống du mục bên đàn gia súc, ăn bánh mì khô, uống sữa tuần lộc, sống và ngủ trong những chiếc lều dựng tạm trên tuyết. Người Tsaatan thường chăn tuần lộc theo hình thức du mục ở các khu rừng tuyết có nhiệt độ lên tới -50 độ C, tại rừng taiga, họ vẫn tiếp tục chăn thả hàng trăm con tuần lộc trên những khu đất trống.
Các hộ gia đình dựng lều tạm ở địa điểm có nhiều cỏ trong một vài tháng để chăn nuôi đàn tuần lộc. Mỗi ngày, người Dukha lùa đàn tuần lộc ra bãi cỏ gần khu lều vào lúc bình minh và về nhà vào tối muộn. Những đứa trẻ được sinh ra ở rừng, sống cuộc sống du mục cũng thích nghi và sớm được cha mẹ dạy cho các kỹ năng chăn thả gia súc cần thiết, chúng thường được giao cho chăm sóc những con tuần lộc nhỏ. Thông thường, để tiện chăn thả và trông giữ, những gia đình Dukha sẽ kết thành một nhóm nhỏ. Họ di chuyển qua các cánh rừng và dựng lều sát cạnh nhau. Đàn tuần lộc khoảng 300 con là của 4 gia đình cộng lại. Sau khi ăn sáng với bánh mì và uống sữa họ sẽ lùa tuần lộc ra cánh đồng cỏ. Khoảng giữa trưa sẽ buộc chúng vào gốc cây và nghỉ ngơi chừng một giờ, sau đó sẽ lùa đàn ra ăn cỏ thêm một lượt vào buổi chiều và cho chúng về nhà vào khoảng 19 giờ
Cộng đồng này thường là một nhóm các lều, trại được dựng lên bởi 2 đến 7 hộ gia đình, họ chăn thả tối ưu những con tuần lộc và chúng được đối xử tôn trọng như các thành viên trong gia đình. Những con tuần lộc được thuần hóa và thuộc về các hộ gia đình. Công việc và các hoạt động của cộng đồng được tập trung vào việc chăm sóc và nuôi dưỡng tuần lộc của họ. Nhiệm vụ chăn gia súc được chia sẻ giữa người lớn và cả trẻ em, những đứa trẻ sẽ sớm được học cách chăm sóc cho những con tuần lộc và giữ an toàn cho chúng. Trẻ con có thể huấn luyện tuần lộc non dần quen với việc chở người và phản ứng với mệnh lệnh khi con người gọi, thúc hay kéo dây. Phụ nữ sẽ làm công việc vắt sữa để chế biến sữa chua, pho mát, và trà sữa. Mỗi buổi tối, có hơn 100 con tuần lộc trở về trại sau một ngày dài đi bộ qua cánh rừng Ulaan để tìm về một số thực phẩm cần thiết, đàn tuần lộc quay trở lại, cứ mỗi đêm, chúng lại xuất hiện như một đội quân duyên dáng trên đường chân trời với những cành gạc nhảy múa trong không khí.

### Người Nenets

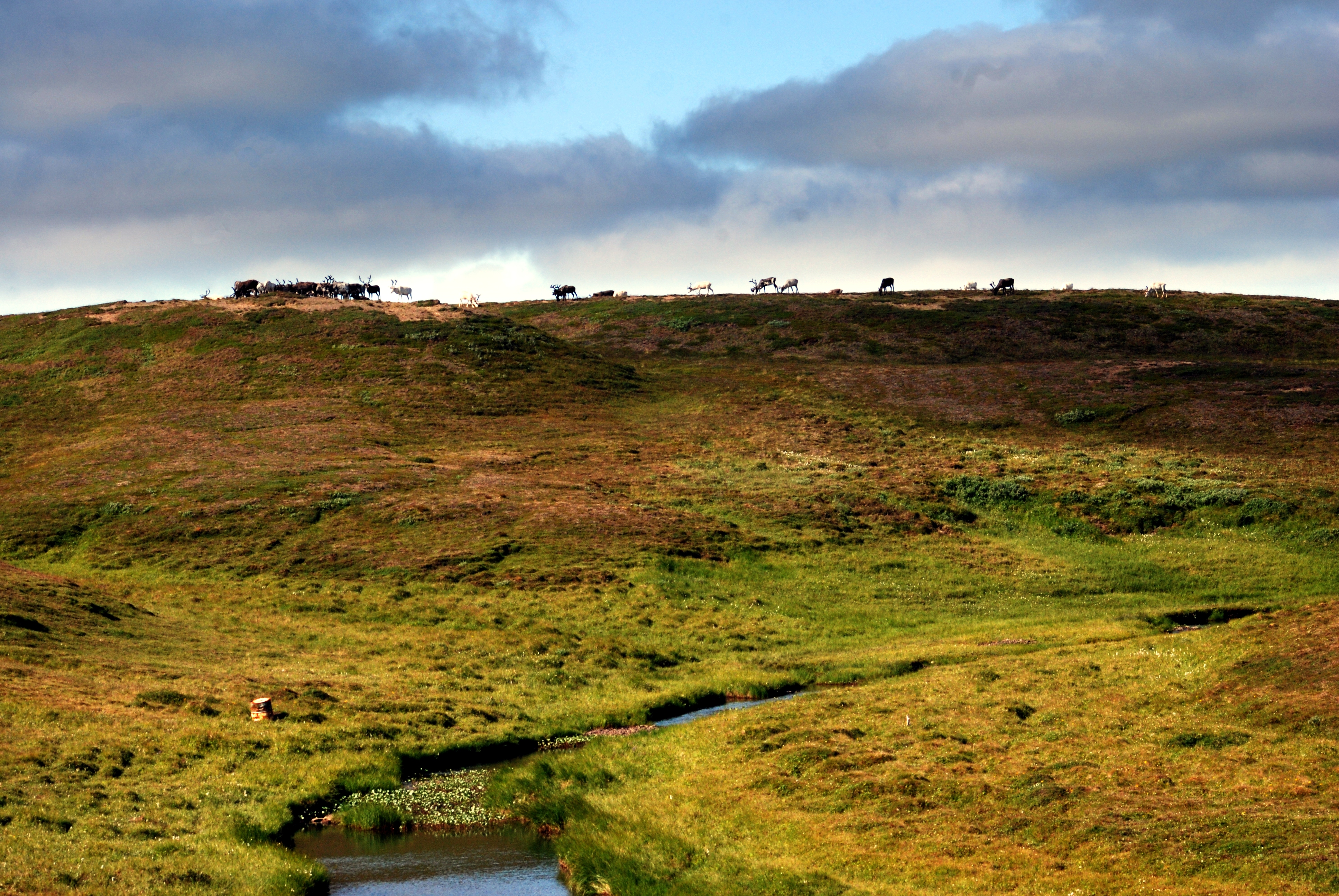
Vùng đất của người Nenets sinh sống thuận lợi cho chăn nuôi tuần lộc

Người Nenets sinh tồn nhờ việc chăn nuôi tuần lộc, họ là những người chăn nuôi tuần lộc du mục thứ duy nhất giúp họ tồn tại được. Tuần lộc cho họ thực phẩm, nhà cửa, quần áo, giầy dép, phương tiện đi lại nên hoạt động hàng ngày của người Nenets gắn chặt với tuần lộc. Chúng là nguồn thực phẩm chính của họ, da và lông tuần lộc là nguyên liệu để chế tạo hầu hết vật dụng thiết yếu như lều, thảm và cũng là nguyên liệu để làm quần, áo, giày, mũ chống rét và nhiều vật dụng khác. Những công việc cơ bản hàng ngày của người Nenets bao gồm chăn tuần lộc nên ngôn ngữ của người Nenets có rất nhiều từ liên quan tới các hoạt động săn, nuôi, chăn và phối giống tuần lộc. Người Nenets sử dụng tuần lộc làm phương tiện đi lại, những cỗ xe do tuần lộc kéo là phương tiện di chuyển chủ yếu của họ, nhờ những con tuần lộc mà họ có thể vượt qua những khoảng cách xa ở vùng cực bắc. 

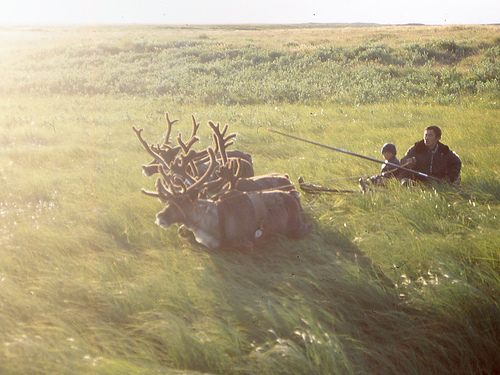
Tuần lộc kéo xe của người Nenets

Với đặc trưng của khí hậu hàn đới, vùng lãnh nguyên thuộc bán đảo Yamal là một nơi chăn thả tuần lộc lý tưởng từ ngàn đời nay của bộ tộc này. Con tuần lộc gắn liền với cuộc sống của những người dân Nenets. Mùa đông, khi nhiệt độ có thể xuống tới -50 độ C, người Nenets xuống phía Nam để chăn thả tuần lộc trong những khu rừng hay đồng cỏ nhiều rêu và địa y, mỗi năm họ di chuyển hơn 1.000 km trên các thảo nguyên với đàn tuần lộc của mình. Trên tuyến đường ấy, có nhiều khó khăn khi nhiều con tuần lộc đã kiệt sức và chết dọc đường. Trong những chuyến đi dài, mỗi khi trong người suy yếu hoặc đói bụng, thì máu của những con tuần lộc đã trở thành thứ đồ uống giàu vitamin và bổ dưỡng. Mùa hè, khi xảy ra hiện tượng "6 tháng ngày" diễn ra, họ di cư lên phía Bắc, trong khi vào mùa đông thì họ sẽ vượt qua sông Ob đến với vùng lãnh nguyên bên bờ biển Kara, tổng quãng đường di chuyển này có thể lên tới 1.000 km.
Nhiều hoạt động người dân Nenets gắn bó với tuần lộc và cũng chỉ con vật nuôi tuần lộc mới có thể sống trong điều kiện thời tiết giá lạnh, không hộ dân nào lại không nuôi một đàn tuần lộc bởi đây là nguồn thức ăn chủ yếu của họ, vì sống ở Bặc Cực, quanh năm khó nhìn thấy mặt trời nên thực phẩm chính của người dân nơi đây là tuần lộc. Người ta có thể ăn thịt sống, luộc, nướng hay sấy khô, máu của tuần lộc được uống trực tiếp, giàu vitamin, bổ dưỡng. Người Nenest sử dụng tuần lộc như những chiếc xe vì nơi đây băng tuyết, tuần lộc là con vật kéo xe hữu ích nhất, là phương tiện vận chuyển của người Nenets. Tuần lộc thực sự là tài sản quý giá nhất của họ. Nó là biểu tượng văn hóa, nguồn sống và phương tiện giao thông quan trọng nhất của tộc người này. Không chỉ là vật nuôi, nguồn cung cấp thức ăn, những con tuần lộc còn là người bạn gần gũi của người Nenets.
Với những con tuần lộc nuôi, đây là nguồn thức ăn chủ yếu của người Nenets thì họ có một tập tục sinh sống khá đặc biệt và nổi bật, đó là ăn thịt sống và uống máu tuần lộc, người ta ăn thịt sống, luộc, nướng hay sấy khô. Máu của tuần lộc sẽ trở thành thứ đồ uống. Để chống lại cái lạnh, người Nenets thường ăn thịt tuần lộc sống, uống tiết sống, họ vẫn giữ thói quen ăn thịt tuần lộc sống, uống tiết sống. Máu của loài vật này được cho là cung cấp đủ nguồn dưỡng chất, với người Nenets, tuần lộc là nguồn sống "máu thịt". Trong khi đó, da lông của chúng là nguyên liệu làm quần áo, giày mũ chống rét, thảm trải hay những căn lều cũng làm từ da tuần lộc. Để chống chọi với cái lạnh, người Nenets sống trong những túp lều làm từ da tuần lộc, mặc quần áo bằng lông tuần lộc và sử dụng thịt cũng của loài này làm nguồn lương thực chính, thịt tuần lộc ngoài việc cung cấp cho người dân Nenets, còn được bán cho các nhà máy, một phần trong đó sẽ được xuất khẩu tới nhiều nước châu Âu.

### Người Khanty
Người Khanty nuôi tuần lộc để làm kéo xe, lấy thịt, lông, theo truyền thống, người Khanty di chuyển quanh vùng cùng đàn tuần lộc của mình, thỉnh thoảng dừng chân ở "chum" (lều bằng da tuần lộc). Tuần lộc mang lại gần như đầy đủ cho người Khanty, từ thức ăn cho tới mọi thứ khác, họ bán tuần lộc và lông thú mà họ săn được để đối lấy những sản phẩm khác. Việc khai thác dầu trên đất của người Khanty làm hư hại những cánh rừng và những hồ nước thiêng, giết hại những con tuần lộc và đe dọa những con thú khác. Nhiều người Khanty hiện tại đã bị buộc phải rời bỏ đất đai và từ lâu không còn con tuần lộc nào. Theo truyền thống, tuần lộc là nguồn sống, là tinh thần, tín ngưỡng của người Khanty. Người Khanty tôn kính những vị thần cai quản động vật, thần rừng và thần sông. Những người Khanty khác cũng có thể liên hệ với thế giới thần linh bằng cách hiến sinh tuần lộc hoặc ngựa. Quan niệm của người Khanty về thượng đế, bắt nguồn từ Chính thống giáo Nga, mường tượng những linh hồn Khanty sống ở nơi những con tuần lộc sinh sản bình thường.

### Người Sami
Bộ tộc Sami nổi tiếng với nghề nuôi tuần lộc, họ được biết đến nhiều nhất như những người bán du mục chăn tuần lộc. Hiện nay chỉ khoảng 10% người Sami còn liên hệ với việc chăn tuần lộc, một công việc cung cấp cho họ thịt, lông, và cả sự chuyên chở, chỉ 2.800 người Sami làm công việc chăn tuần lộc hằng ngày Vì lý do tập quán, môi trường, văn hóa, và chính trị, nghề chăn tuần lộc được bảo vệ hợp pháp chỉ đối với người Sami ở một số vùng thuộc các nước Bắc Âu.. Bộ tộc này nổi tiếng với nghề chăn nuôi tuần lộc để lấy thịt, lông và sừng dùng làm đồ thủ công mỹ nghệ. Dù có truyền thống nuôi tuần lộc nhưng chỉ khoảng 10% người Sami theo đuổi công việc này, với 2800 người tham gia toàn thời gian.

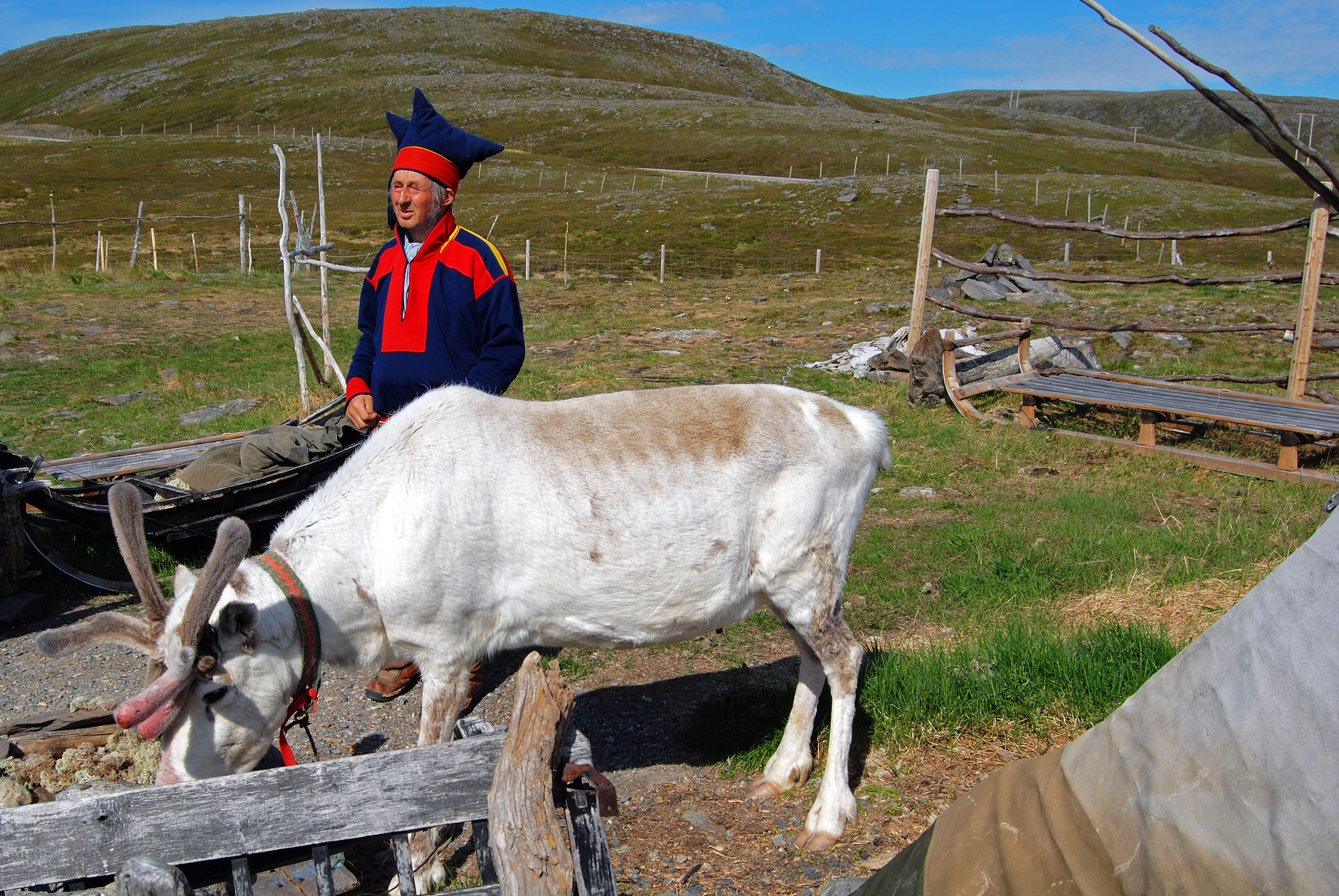
Người Sami đang chăm sóc tuần lộc

Trong đó, phương thức sinh kế được biết đến nhiều nhất của họ là chăn nuôi tuần lộc. Đối với các gia đình người Sami, tuần lộc là nguồn thu nhập quan trọng nhất, là nguồn thu nhập chính, cuộc sống du mục của họ gắn bó với đời sống của những con tuần lộc. Theo lịch của người Sami, một năm được chia ra làm tám mùa giống như vòng đời của tuần lộc. Trước khi chăn nuôi tuần lộc, người Sami săn bắn loài thú này. Thịt tuần lộc làm thức ăn và đem buôn bán, lông và sừng để chế tác đồ thủ công mỹ nghệ. Người Sami yêu quý những con tuần lộc và coi đây là tài sản quý, thịt loài vật này có vị thịt nai nhưng mềm, thơm và ngọt hơn, chúng thường được chế biến sấy khô, ướp muối hay hun khói để sử dụng lâu dài
Hàng năm, vào độ cuối đông, hàng ngàn con trong đàn tuần lộc sẽ được người Sami dẫn đường di cư đến những vùng đất có điều kiện sinh sống tốt hơn, hàng ngàn con di cư từ Na Uy tới Phần Lan họ lùa đàn tuần lộc vượt qua khu vực phía Bắc Scandinavia, di chuyển từ Karasjok-thủ đô Na Uy, băng qua vùng đồng bằng phủ tuyết trắng tới biên giới Phần Lan. Cuộc di cư của đàn tuần lộc là một cuộc hành trình lớn, phải mất đến hai tháng mới hoàn thành, thậm chí có thể kéo dài tới 2 tháng mỗi năm, trên đường đi, đàn tuần lộc được chăm sóc tốt với cỏ khô và nước uống đầy đủ. Đàn tuần lộc khoảng 3.500 con do hàng trăm người điều kiển sẽ tiếp tục cuộc hành trình dài và khắc nghiệt, trong cuộc hành trình, người Sami đi theo để chăm sóc đàn tuần lộc, chúng được ăn cỏ khô, uống nước và chăm sóc cẩn thận.
Chăn tuần lộc vừa là kế sinh nhai vừa là một phần văn hóa, chủ yếu là những cư dân chăn tuần lộc sống vào mùa hè, khoảng từ tháng 6 tới tháng 9. Bắt đầu từ tháng 10, họ xua tuần lộc vào đất liền cách đấy gần 200 km, nhiều chủ nuôi có một bầy tuần lộc gần 1.000 con trong tổng số vài chục ngàn con tuần lộc trên đảo, họ không nuôi theo nghĩa thông thường mà là chăn tuần lộc khác với chăn nuôi vì tuần lộc vốn là loài động vật hoang dã nên người Sami không nuôi tuần lộc mà chỉ chăn chúng. Trước đây họ mua bán, trao đổi cũng dùng tuần lộc hoang và các sản phẩm của chúng như một dạng tiền tệ, rét thì lột da tuần lộc để làm áo, làm lều, làm thảm ngủ, sau đó, họ bắt đầu tổ chức chăn tuần lộc theo từng đàn bán hoang dã, tuần lộc vẫn sống tự do ngoài đồng rêu, trên đồi núi, nhưng được tổ chức thành từng đàn, và tổ chức di cư cho chúng theo mùa. 

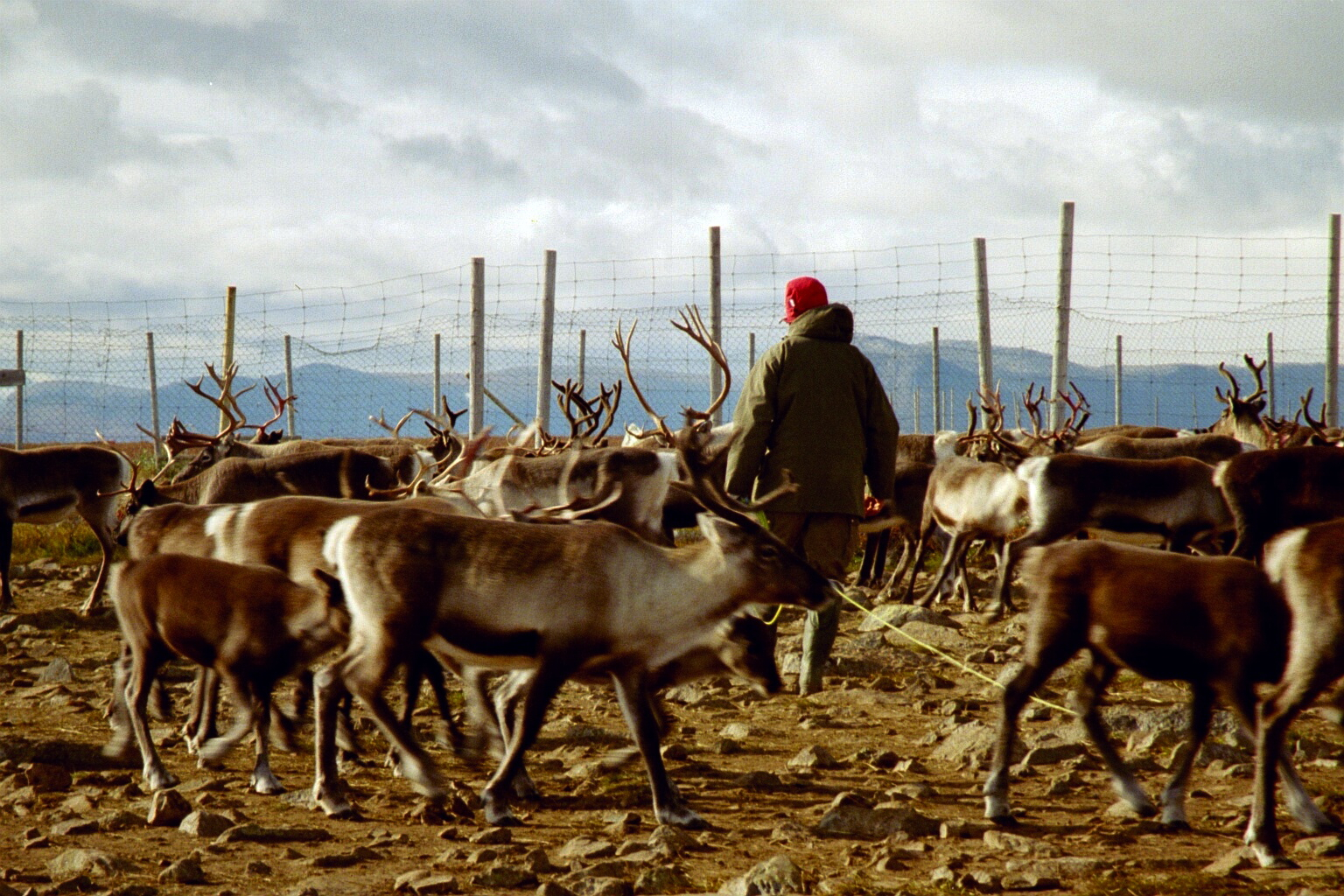
Đàn tuần lộc của người Sami

Mùa hè ra miền duyên hải hoặc các đảo, mùa đông di cư vào sâu trong đất liền. Mùa hè, họ lùa tuần lộc ra đảo Soroya, thả chúng trên những triền núi đá và cử người cùng những con chó đi canh chúng để đảm bảo rằng đàn không đi quá xa, không bị lũ chó lạ hoặc tiếng súng săn dọa chạy tứ tán, không rơi xuống vực hoặc con nhỏ không bị đại bàng, sói hoang ăn thịt, ban tối thì lùa chúng về khu vực có hàng rào quây sẵn. Ở đây, các gia đình cùng chăn tuần lộc chung, các đàn trộn lẫn vào nhau và ban đêm ở chung một khu vực quây nhốt, các gia đình cũng đánh dấu các cá thể tuần lộc để đánh dấu ta để phân biệt, người ta có một hệ thống đánh dấu tai với cả ngàn kiểu và được các gia đình truyền từ đời này qua đời khác, việc đánh dấu tai được tiến hành vào mỗi mùa hè ấm áp và ở Na Uy có những quy định rất chi tiết về hoạt động này.
Mùa hè, họ đưa tuần lộc ra đảo bởi ở đây nhiều rêu, cỏ và các loại thức ăn khác đây là mùa mà tuần lộc cần ăn nhiều để tích trữ năng lượng cho mùa đông, khi mà nguồn thức ăn trở nên khan hiếm hơn, ở đất liền mùa này nhiều ruồi bọ, đưa tuần lộc ra đảo hoặc tới những miền duyên hải sẽ giúp tránh được lũ côn trùng nên phải tới hòn đảo gió buốt chăn tuần lộc, gió mạnh sẽ thổi bay lũ ruồi. Vào nửa đầu tháng 10 hằng năm, khi những cơn mưa tuyết bắt đầu xuất hiện, sẽ lùa đàn tuần lộc từ trên đảo xuống tàu để chở vào đất liền, để gom và lùa được lũ tuần lộc cực nhát này lại một chỗ là một công việc khó khăn. Sau khi tàu cập cảng Oksfjord, cuộc di cư trên bộ sẽ khởi hành vào lúc mưa tuyết bắt đầu xuất hiện.
Đó là hành trình khoảng 160 km thì phải đi gấp 3 gấp 4 lần như thế vì tuần lộc là một lũ động vật bán hoang dã, chúng không đi một cách trật tự như lũ trâu, bò đã được thuần hóa hoàn toàn, chúng sẽ leo lên các ngọn đồi, triền núi, chui vào rừng sâu, có những đêm, chúng tách thành những nhóm nhỏ đi về những hướng khác nhau, làm cuộc hành trình, phải mất 2 tuần hoặc có khi 1 tháng để hoàn tất cuộc di cư hằng năm. Khởi hành vào nửa đầu tháng 10, và đến nơi vào cuối tháng 10 hoặc đầu tháng 11, với điểm đến là vùng Kautokeino ở hạt Finnmark, giáp với Phần Lan và Nga. Tại đây, lũ tuần lộc trụ qua mùa đông dài và khắc nghiệt của miền bắc cực của trái đất. Truyền thống từ xa xưa vẫn tiếp diễn nhưng những năm gần đây, thời tiết trở nên khó lường hơn nên việc chăn tuần lộc cũng gặp nhiều thách thức hơn, nên người chăn thả phải điều chỉnh lại lịch chăn thả và di cư. 